# Бигос, Сергей Демьянович
Сергей Демьянович Бигос (1895—1944) — советский художник, мастер ксилографии и книжной графики, педагог

## Биография
Родился в 1895 году в Киеве в учительской семье. Первоначальное художественное образование получил в Киевском художественном училище. В 1915—1919 годах служил в российской армии, участвовал в боевых действиях, получил звание прапорщика. С 1917 года находится в Иркутске, служит в белых войсках Восточного фронта. В декабре 1919 года, после захвата города частями 5-й армии РККА, попадает в плен. Переходит на сторону красных. С осени 1921 года находится на особом учете в 5-й армии Восточно-Сибирского военного округа.
С 1920 года руководил изостудией при политотделе 5-й армии. Иллюстрации Бигоса стали появляться в городской газете «Власть труда». Оформлял журнал «Красные зори» (1923), для которого изготовил 17 иллюстраций (в том числе 2 обложки) в технике литографии. В номере 2-3 журнала опубликовал статью «О свободе творчества», в которой изложил взгляды на свое предназначение: «сегодня единственный заказчик для художника — Республика, и ценитель — масса… Нужно научиться быть политиком, агитатором и пропагандистом. Этого требует время… Смешно писать уютный пейзаж, когда на нем разыгрывается великая классовая борьба…».
Познакомился и сблизился с поэтами И. Уткиным и Д. Алтаузеным, участвовал в создании Иркутского литературно-художественного объединения (ИЛХО). В 1923—1924 годах оформил 5 вышедших из печати в Иркутске книг.
В 1924 году переехал в Москву, поступил на полиграфический факультет московского ВХУТЕМАСа, где учился по отделению гравюры на дереве у В. А. Фаворского.
В 1929 году в течение 7 месяцев по обвинению в троцкизме пребывал в тамбовском политическом изоляторе. После подачи им «заявления о прекращении фракционности», был освобожден и смог вернуться в Москву.
В январе 1930 года получил диплом московского ВХУТЕИНА и звание «художника-технолога издательской промышленности». В 1929—1931 годах работал ассистентом в Полиграфическом институте, художественным редактором в «Молодой гвардии», состоял в художественном объединении «Четыре искусства». Оформлял книги для ведущих издательств страны.
2 ноября 1936 года арестован, заключен в Бутырскую тюрьму. 2 февраля 1937 года по обвинению в контрреволюционной троцкистской деятельности приговорен к 5 годам ИТЛ, направлен в Ухтпечлаг Коми АССР. В 1940 году этапирован в Усольлаг Молотовской области.
13 ноября 1944 года скончался от туберкулёза легких, похоронен в п. Волим Чердынского района Молотовской области (ныне — Пермского края).
В 1989 году посмертно реабилитирован.
9 апреля 2017 года в Москве, на стене дома, в котором жил до ареста художник с женой и дочерью (Яковоапостольский переулок, дом 7), установлен памятный знак. Увековечивание памяти о художнике стало возможным благодаря поддержке правозащитного общества «Мемориал», в рамках гражданской инициативы «Последний адрес».
На 30.03.2021 выявлено около 50-ти книг, проиллюстрированных С. Д. Бигосом, среди которых:
- Чуковский Н. К. Путешествие капитана Крузенштерна. М., Молодая Гвардия, 1930
- Пастернак Б. Л. Поэмы. [M]: Советская Литература, 1933
- Мастера искусств об искусстве. М.: ОГИЗ — ИЗОГИЗ. Т. 2, 1933; Т.3, 1934
- Кириленко Ив. Аванпосты. М.: Гослитиздат, 1934 г.
- Новиков А. Н. Ратные подвиги простаков. М., Советский Писатель, 1935
- Низами. Из книги «Хосров и Ширин». М.;Л.: Аcademia, 1935
- Беранже П.-Ж. Полное собрание песен. В 2-х томах. М.;Л.: Аcademia, 1936

Свыше 150 гравюр С. Д. Бигоса находятся в собраниях ГМИИ им А. С. Пушкина, Государственной Третьяковской галереи, дрезденского гравюрного кабинета, других музеях.
В 1931—1936 годах работы художника экспонировались более чем на 20-ти выставках в СССР, США, Англии, Франции, Чехословакии, Эстонии, Греции, Турции, Иране, скандинавских странах.